# Aage Fønss
Aage Fønss (født 12. december 1887 i Aarhus, død 30. september 1976 i København) var en dansk operasanger og skuespiller, fra 1917 ved Det kongelige Teater. Han huskes bl.a. for sin udførelse af Walkendorff i Elverhøj og Beckmesser i Mestersangerne i Nürnberg.
Fønss medvirkede i Det Kongelige Teaters storslåede men ilde modtagne nyopførelse af Aladdin i 1919.
Jyllands-Posten mente da at "[...] en Figur som Sultanen mislykkedes komplet for Aage Fønss, hvis Tale skæmmedes i en uhyggelig Grad af hvislende s'er og t'er."

## Udvalgt filmografi
- Valdemar Sejr – 1910
- En Helt fra 64 - 1910
- Ambrosius - 1910
- Panserbasse – 1936
- Mille, Marie og mig – 1937
- Balletten danser – 1938
- Komtessen på Stenholt – 1939
- En pige med pep – 1940
- En mand af betydning – 1941
- Peter Andersen – 1941
- Forellen – 1942
- To som elsker hinanden – 1944
- Besættelse – 1944
- Oktoberroser – 1946
- Kampen mod uretten – 1949
- For frihed og ret – 1949
- Café Paradis – 1950
- Harry og kammertjeneren – 1961
- Paradis retur – 1964